# Augusto Černigoj
Avgust "Augusto" Černigoj (Trieste, 24 agosto 1898 – Sesana, 17 novembre 1985) è stato un pittore sloveno.

## Biografia
Nato come Avgust Černigoj in una famiglia slovena (il padre era di Dobraule - ora Slovenia - e la madre originaria di Padriciano sul Carso triestino) di Trieste, dove ha compiuto i primi studi e dove ha abitato dapprima nel rione di Scorcola e poi in via G. R. Carli.
Si è diplomato all'Accademia di Bologna. Ha svolto altri studi presso l'Accademia di Monaco di Baviera e fu l'unico studente italiano a studiare nella famosa scuola Bauhaus di Weimar, insieme a una studentessa, Maria Grazia Rizzo, originaria di Avellino.
Rientrato successivamente a Trieste, la lasciò nuovamente, negli anni 1920 e 1921, per insegnare disegno alla scuola di Postumia e quindi, dopo il ritorno dalla Bauhaus, per insegnare all'Istituto tecnico di Lubiana dal 1923 al 1925, dove conobbe e strinse amicizia con il poeta Srečko Kosovel, ritornando infine definitivamente a Trieste. In questa città, nel periodo fra il 1927 e il 1937, ha lavorato frequentemente, come pittore e decoratore, sulle navi d'alto mare che uscivano da quei cantieri. Durante la seconda guerra mondiale ha affrescato diverse chiese in Jugoslavia e nella Venezia Giulia italiana: Dresenza, Fontana del Conte, Gracova Serravalle e Baccia.
Dopo la fine della seconda guerra mondiale ha insegnato, fino al 1970, nel ginnasio e all'istituto magistrale sloveno di Trieste.
Importante è la collaborazione nella mostra di rappresentanza di quadri e opere grafiche di artisti triestini alla Galleria Moderna di Lubiana nel giugno del 1950 (vi parteciparono anche Cesar, Grom, Hlavaty, Saksida, Spacal e il suo ex allievo Avrelij Lukežič).
Ha trascorso gli ultimi cinque anni della sua vita a Lipizza nell'allora Jugoslavia, a ridosso con il confine con l'Italia. È morto a Sesana, dove è sepolto.
Secondo di cinque fratelli ha sposato Thea da cui ha avuto due figli, Theo e Cesare (deceduto).
La collezione della "Galleria di Avgust Černigoj" a Lipizza conta più di 1 400 opere.
Come tanti artisti, Černigoj conquistò solo dopo la morte la posizione che merita come artista, visto il suo importante contributo all'arte contemporanea.